# Tossal de la Mina
El Tossal de la Mina és una muntanya de 2.723,8 metres d'altitud que forma part de la carena que separa els termes municipals de Sarroca de Bellera, del Pallars Jussà, en el seu antic terme ribagorçà de Benés, i la Vall de Boí, també de l'Alta Ribagorça.
És a l'est-nord-est del Tuc de Moró i a l'oest-sud-oest del Tossal de Rus. És també l'extrem nord de la Serra de la Tea. És, juntament amb el Tossal de Rus, el punt més septentrional del terme actual de Sarroca de Bellera.